# Thomasville (Carolina del Nord)
Thomasville è una città degli Stati Uniti d'America, situata tra le contee di Davidson e Randolph nello Stato della Carolina del Nord.